# Macrothele camerunensis
Macrothele camerunensis är en spindelart som beskrevs av Simon 1903. Macrothele camerunensis ingår i släktet Macrothele och familjen Hexathelidae. Inga underarter finns listade i Catalogue of Life.